# Ichneumon albus
Ichneumon albus là một loài tò vò trong họ Ichneumonidae.